# Віконт Паверскорт

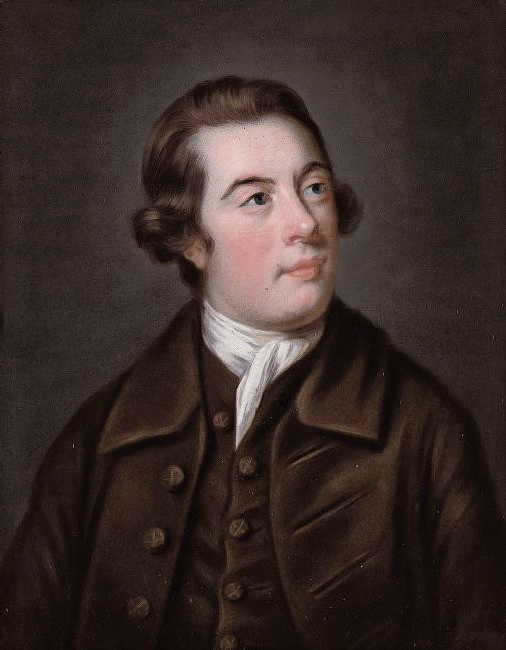
Едвард Вінгфілд (1729—1764) — ІІ віконт Паверскорт.

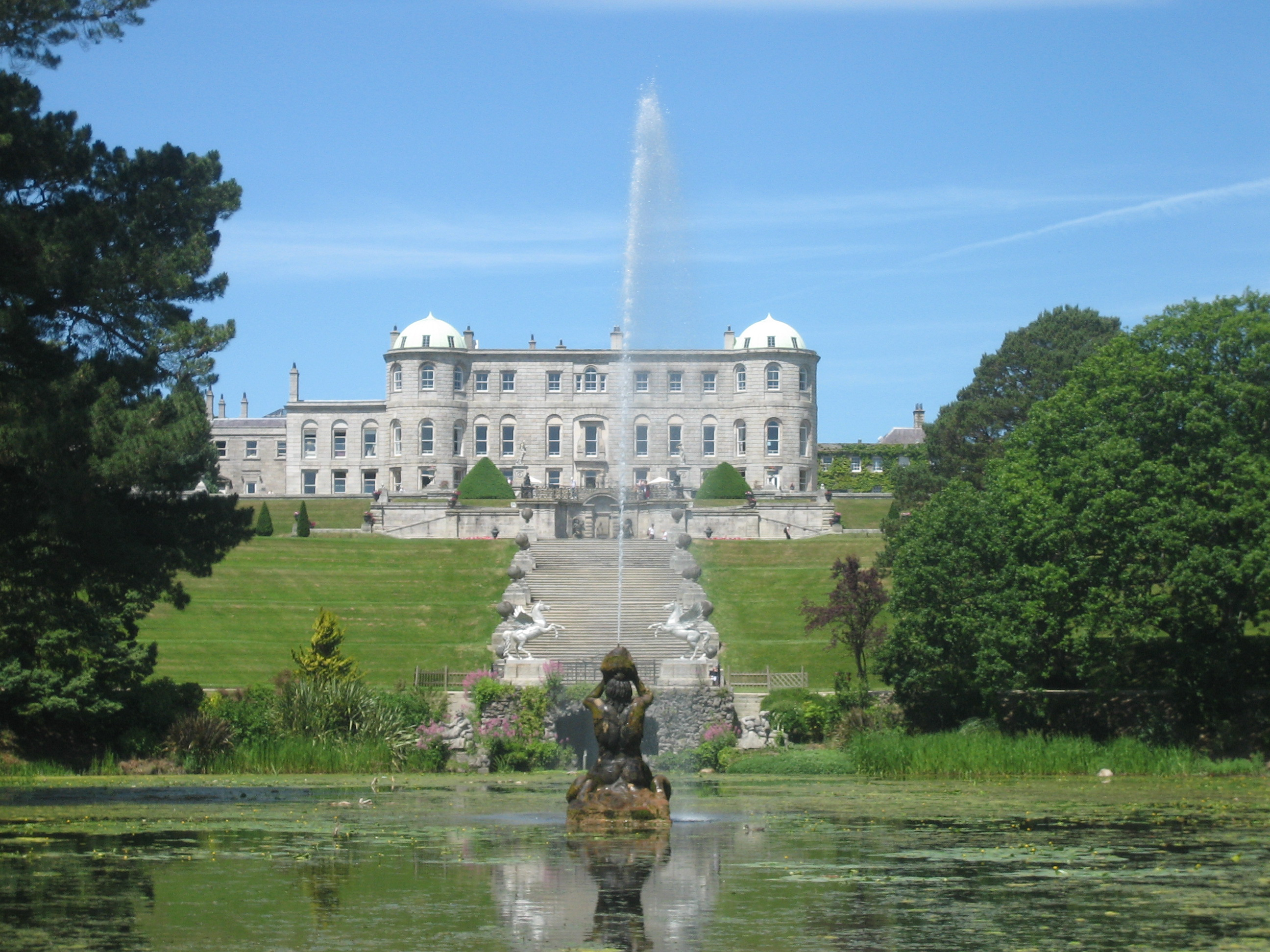
Маєток Паверскорт.

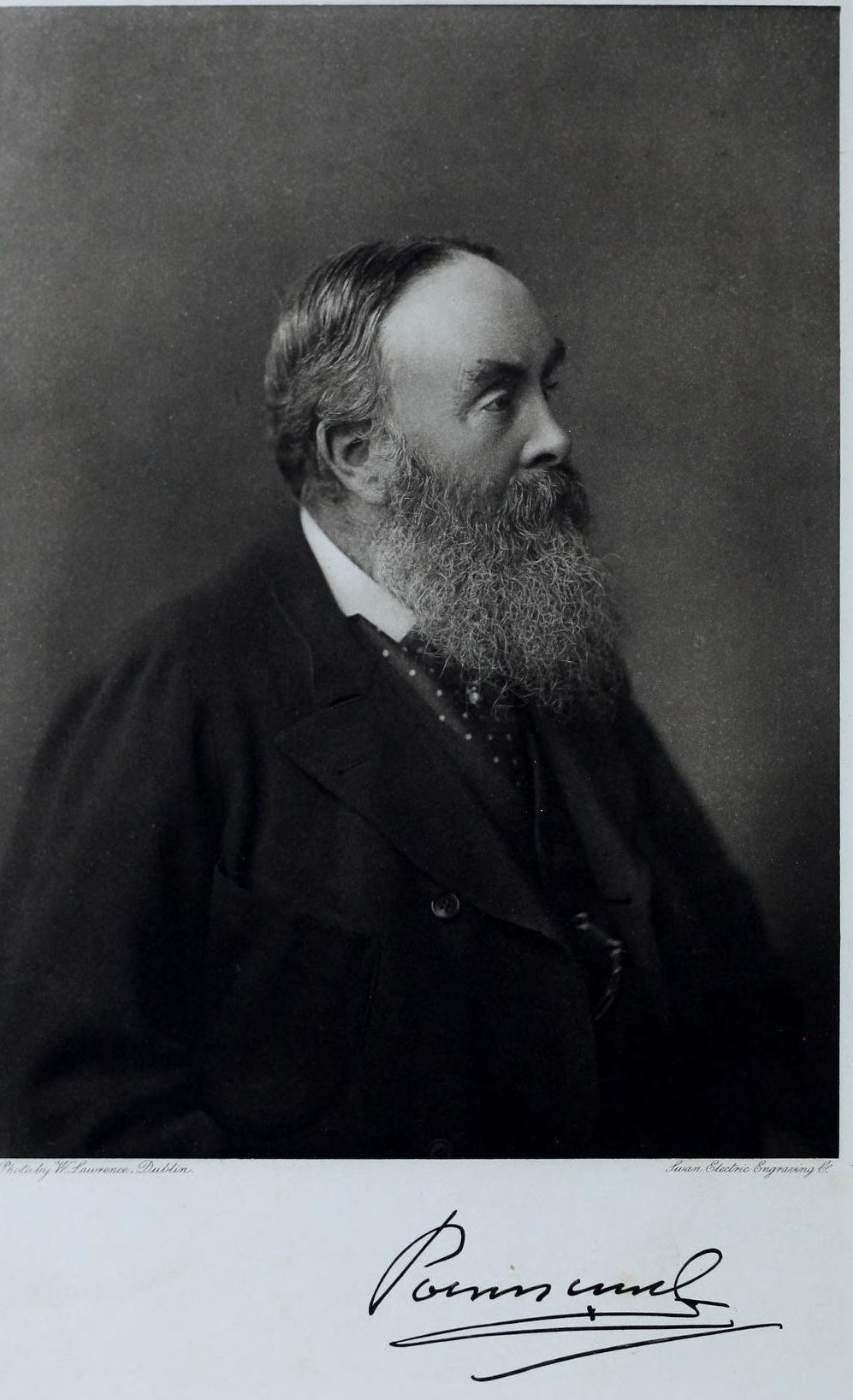
Мервін Вінгфілд — VІІ віконт Паверскорт.

Віконт Паверскорт (англ. Viscount Powerscourt) — аристократичний титул в перстві Ірландії.

## Історія віконтів Паверскорт
Титул віконта Паверскорт створювався в перстві Ірландії тричі і щоразу для людей з родини Вінгфілд. Вперше титул віконта Паверскорт був створений в перстві Ірландії в 1618 році для головного губернатора Ірландії Річарда Вінгфілд. Але титул зник після його смерті в 1634 році. Вдруге титул був створений в 1665 році для Фолліота Вінгфілда. Він був праправнуком Джорджа Вінгфілда — дядька І віконта Паверскорт 1618 року створення. Титул знову зник після смерті Фолліота Вінгфілда в 1717 році.
Втретє титул віконта Паверскорт був створений в 1744 році для Річарда Вінгфілда. Одночасно йому було даровано титули барона Вінгфілд з Вінгфілда, що в графстві Вексфорд. Він був онуком Лбюїса Вінгфілда — дядька І віконта Паверскорт 1665 року створення. Річард Вінгфілд був депутатом Палати громад парламенту Ірландії і представляв Бойл. Титул успадкував його старший син, що став ІІ віконтом Паверскорт. Він був обраний депутатом Палати громад парламенту Великої Британії, представляв Стокбрідж. Титул успадкував його молодший брат, що став ІІІ віконтом Паверскорт. Він одружився в Стратфорд-Хаусі, де мали свою резиденцію всі подальші володарі титулу віконта Паверскорт. Він був депутатом парламенту Об'єднаного Королівства Великої Британії та Ірландії і представляв Ірландію в 1821—1823 роках. Його син став VI віконтом Паверскорт, він був депутатом парламенту від Бат. Після його смерті всі титули перейшли до його сина, що став VII віконтом Паверскорт і був депутатом парламенту як представник Ірландії в 1865—1885 роках. Він отримав титул барона Паверскорт з Паверскорта, що в графстві Віклоу в перстві Великої Британії. Титул давав йому та його нащадкам право автоматично бути депутатом Палати лордів парламенту Великої Британії. Це право вони втратили після прийняння закону про Палату лордів в 1999 році. VIII віконт Паверскорт успадкував титул від батька, він отримав посаду лорд-лейтенанта графства Віклоу, він був сенатором Сенату Північної Ірландії.
На сьогодні титулами володіє його правнук, що став ХІ віконтом Паверскорт успадкувавши титул від батька в 2015 році.
Родинним гніздом віконтів був величезний розкішний маєток Паверскорт, що поблизу Енніскерті, графство Віклоу, Ірландія.

## Віконти Паверскорт (1618)
- Річард Вінгфілд (1550—1634) — І віконт Паверскорт

## Віконти Паверскорт (1665)
- Фолліотт Вінгфілд (1642—1717) — І віконт Паверскорт

## Віконти Паверскорт (1744)
- Річард Вінгфілд (1697—1751) — І віконт Пауерскорт
- Едвард Вінгфілд (1729—1764) — ІІ віконт Пауерскорт
- Річард Вінгфілд (1730—1788) — ІІІ віконт Паверскорт
- Річард Вінгфілд (1762—1809) — IV віконт Паверскорт
- Річард Вінгфілд (1790—1823) — V віконт Паверскорт
- Річард Вінгфілд (1815—1844) — VI віконт Паверскорт
- Мервін Вінгфілд (1836—1904) — VII віконт Паверскорт
- Мервін Річард Вінгфілд (1880—1947) — VIII віконт Паверскорт
- Мервін Патрік Вінгфілд (1905—1973) — IX віконт Паверскорт
- Мервін Найл Вінгфілд (1935—2015) — X віконт Паверскорт
- Мервін Ентоні Вінгфілд (1963 р. н.) — XI віконт Паверскорт

Імовірним спадкоємцем титулу є двоюрідний брат нинішнього власника титулу — Річард Девід Ноель Вінґфілд (1966 р. н.) — пра-пра-правнук преподобного Едварда Вінгфілда (1792—1874) — третього сина четвертого віконта Паверскорт. У нього є син Ділан. Спадкоємця титулу барона, створеного в 1885 році, немає.